# Regiment de Reials Guàrdies Catalanes
El Regiment de Reials Guàrdies Catalanes fou una unitat militar d'elit de l'Exèrcit Regular Austriacista durant la Guerra de Successió Espanyola.
El Regiment núm. 2 Reials Guàrdies Catalanes, creat el novembre de 1705, agrupà els partidaris més durs de l'Arxiduc Carles, els vigatans, que van signar el pacte de Gènova, i fou la Guàrdia de Corps de l'Arxiduc Carles.
Primerament anomenada oficialment la Reial Guàrdia Catalana, hauria d'haver estat composta per un regiment d'infanteria i un regiment de cavalleria. El Regiment d'Infanteria va arribar a tenir 1.000 soldats dividits en dos batallons, un total de deu companyies de fusellers i una de granaders. El seu primer coronel fou Antoni de Peguera i d'Aimeric, mort a València el 1707 i rellevat pel coronel Heinrich von Hessen-Darmstadt, germà del príncep Jordi, mort durant la Batalla de Montjuïc a Barcelona, i el comandament fou pel general de batalla Antoni Meca i de Cardona.
El Regiment de Reials Guàrdies Catalanes va participar en diversos combats durant la guerra de Successió Espanyola: el setge de Barcelona de 1706, l'ocupació de Madrid, la batalla d'Almenar i la batalla de Monte de Torrero, la segona ocupació de Madrid, la batalla de Brihuega i la batalla de Villaviciosa de Tajuña.
El 1713, amb la firma del Tractat d'Utrecht, les tropes imperials són obligades a evacuar Catalunya i el regiment es trasllada al Regne de Nàpols, però la majoria de la seva tropa es queda, enquadrant-se en el Regiment de Nostra Senyora del Roser.